# De Stadsmolen
De Stadsmolen is een korenmolen aan de Nieuweweg in Hulst. Het is een ronde bakstenen stellingmolen uit 1792, gedekt met eikenhout en met een vlucht van 24,42 meter, en was in bedrijf tot 1930. Aanvankelijk maakte de molen als walmolen deel uit van de vesting, was staatseigendom en werd toen "'s Lands Molen" genoemd. Daarna raakte de molen in verval. In 1954 kocht de gemeente de molen, en deze werd in 1956 weer helemaal gerestaureerd. Tijdens die restauratie kreeg hij de huidige naam. Het is een van de weinige molens met een houten hoepelvang.

## Afbeeldingen

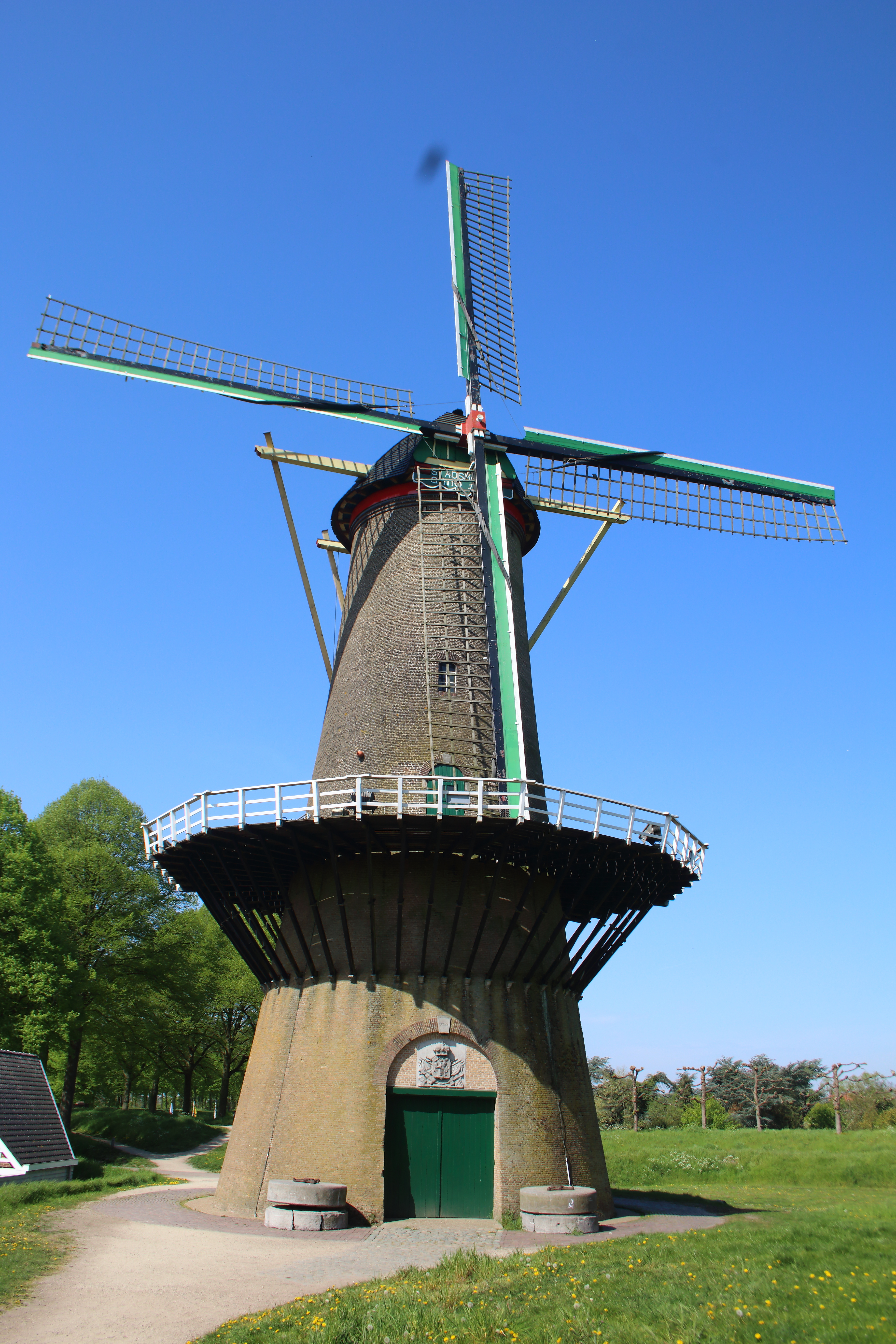
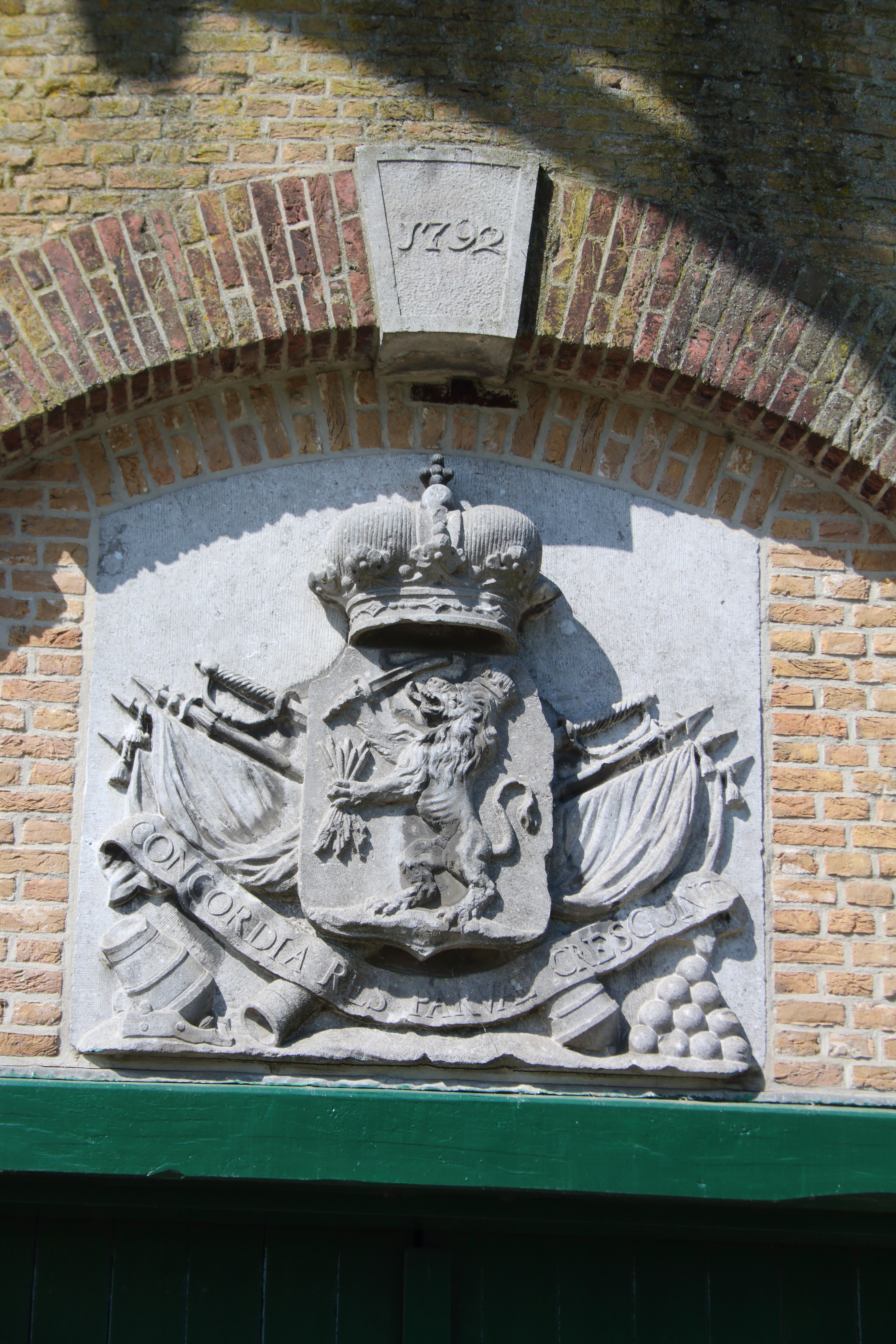